# Andrea Krueger
Andrea Krueger (* 4. November 1957 in Heilbronn) ist Politikerin und war von 2006 bis 2011 direkt gewählte Landtagsabgeordnete (CDU) im Landtag von Baden-Württemberg (Landtagswahlkreis Stuttgart I – Mitte).

## Leben
Andrea Krueger arbeitete beim Personalreferat der Oberfinanzdirektion Stuttgart und seit 1984 als Referentin beim Wirtschaftsministerium Baden-Württemberg. Während ihrer Mitgliedschaft im Landtag 2006 bis 2011 ruhte ihre Tätigkeit im Ministerium.
Sie ist verheiratet und hat zwei Kinder.

## Politische Tätigkeit
Von 1996 bis 2004 war Andrea Krueger ehrenamtliche Bezirksvorsteherin von Stuttgart-Mitte, von 2004 bis 2014 von Stuttgart-Nord. 2005 war sie Mitglied der Bundesversammlung zur Wahl des Bundespräsidenten.
Seit 2008 war sie zudem Mitglied des Rundfunkrats des Südwestrundfunks.
Im Sommer 2005 sorgte sie für Schlagzeilen, da sie auf der Homosexuellen-Parade Christopher Street Day in Stuttgart sprach.
Andrea Krueger war bis Juli 2011 Vorsitzende der Frauen-Union in Nordwürttemberg und bis September 2013 Mitglied des Landesvorstands der CDU in Baden-Württemberg.
Bei der Landtagswahl in Baden-Württemberg 2006 wurde Krueger in den Landtag gewählt. Im Landtag vertrat sie ihre Partei im Ausschuss für Schule, Jugend und Sport, im Sozialausschuss und im Petitionsausschuss. Sie war Sprecherin für Chancengleichheit und sektenpolitische Sprecherin ihrer Fraktion.
Von 2009 bis 2011 war Andrea Krueger Vorsitzende der Enquête-Kommission „Fit fürs Leben in der Wissengesellschaft – berufliche Schulen, Aus- und Weiterbildung“ des baden-württembergischen Landtags.
Am 7. Mai 2010 wurde Andrea Krueger auf der Vertreterversammlung der CDU Stuttgart in Stuttgart-Vaihingen erneut für den Landtagswahlkreis I (Stuttgart-Mitte) nominiert, errang jedoch bei der Landtagswahl 2011 kein Mandat.